# Alansmia cultrata
Alansmia cultrata är en stensöteväxtart som först beskrevs av Carl Ludwig Willdenow, och fick sitt nu gällande namn av Moguel och M. Kessler. Alansmia cultrata ingår i släktet Alansmia och familjen Polypodiaceae. Inga underarter finns listade.